# Liste von Clementi-Sonaten
Dies ist eine Liste der Sonaten von Muzio Clementi (1752–1832). Die Angaben erfolgen nach der neueren Gesamteinspielung Sämtliche Klaviersonaten von Howard Shelley. Eine andere Gesamteinspielung stammt von Costantino Mastroprimiano (Sämtliche Sonaten).

## Übersicht
- Klaviersonate in Es-Dur op. 1 Nr. 1

Allegro comodo
Tempo di Minuetto
- Klaviersonate in G-Dur op. 1 Nr. 2

Spiritoso
Allegro assai
- Klaviersonate in B-Dur op. 1 Nr. 3

Maestoso
Andantino grazioso
- Klaviersonate in F-Dur op. 1 Nr. 4

Spiritoso
Larghetto
Rondeaux
- Klaviersonate in A-Dur op. 1 Nr. 5

Larghetto
Tempo di Menuetto: Grazioso
- Klaviersonate in E-Dur op. 1 Nr. 6

Moderato
Rondeau: Grazioso
- Klaviersonate in C-Dur op. 2 Nr. 2

Presto
Rondeau: Spiritoso
- Klaviersonate in A-Dur op. 2 Nr. 4

Allegro assai
Spiritoso
- Klaviersonate in B-Dur op. 2 Nr. 6

Allegro di molto
Prestissimo
- Klaviersonate in G-Dur WO14

- Klaviersonate in Es-Dur op. 7 Nr. 1

Allegro
Mesto
Allegro spiritoso – Allegro – Tempo I
- Klaviersonate in C-Dur op. 7 Nr. 2

Allegro
Allegretto con espressione – Allegro
- Klaviersonate in g-Moll op. 7 Nr. 3

Allegro espressivo
[Adagio]: Cantabile
Allegro agitato
- Klaviersonate in g-Moll op. 8 Nr. 1

Allegro
Andante cantabile
Presto
- Klaviersonate in Es-Dur op. 8 Nr. 2

Allegro assai
Larghetto con espressione
Rondeau: Allegro
- Klaviersonate in B-Dur op. 8 Nr. 3

Presto
Minuetto: Allegretto
Rondeau: Allegretto grazioso
- Klaviersonate in As-Dur WO13

Allegro ma non troppo
Larghetto
Allegro assai
- Klaviersonate in B-Dur op. 9 Nr. 1

Allegro assai
Larghetto
Rondo: Prestissimo
- Klaviersonate in C-Dur op. 9 Nr. 2

Allegro assai
Lento
Rondo: Allegro spiritoso
- Klaviersonate in Es-Dur op. 9 Nr. 3

Allegro assai
Larghetto
Prestissimo
- Klaviersonate in A-Dur op. 10 Nr. 1

Allegro con spirito[4'49]
Menuetto: Allegretto con moto – Trio
Prestissimo
- Klaviersonate in D-Dur op. 10 Nr. 2

Maestoso
Presto
- Klaviersonate in B-Dur op. 10 Nr. 3

Presto
Andante con espressione
Allegro assai
- Klaviersonate in Es-Dur op. 11 Nr. 1

Allegro
Larghetto con espressione
Rondeau: Allegro di molto
- Toccata in B-Dur op. 11 Nr. 2

- Klaviersonate in B-Dur op. 12 Nr. 1

Presto
Larghetto con espressione
Lindor with Variations: Allegretto
- Klaviersonate in Es-Dur op. 12 Nr. 2

Presto
Largo
Rondo: Allegro assai
- Klaviersonate in F-Dur op. 12 Nr. 3

Allegro di molto
Largo
Rondeau: Allegro
- Klaviersonate in Es-Dur op. 12 Nr. 4

Allegro
Lento
Rondeau: Allegro con spirito
- Klaviersonate in B-Dur op. 13 Nr. 4

Allegro con spirito
Adagio
Allegro assai
- Klaviersonate in F-Dur op. 13 Nr. 5

Allegro
Larghetto
Presto
- Klaviersonate in f-Moll op. 13 Nr. 6

Allegro agitato
Largo e sostenuto
Presto
- Klaviersonate in C-Dur op. 20

Allegro
Larghetto con espressione
Allegro molto
- Klaviersonate in F-Dur WO3

Vivace
Rondeau: Spiritoso
- Klaviersonate in Es-Dur op. 23 Nr. 1

Allegro molto
Rondeau: Vivace
- Klaviersonate in F-Dur op. 23 Nr. 2

Allegro con spirito
Adagio
Rondo: Allegretto con spirito
- Klaviersonate in Es-Dur op. 23 Nr. 3

Allegro con vivacita
Air with variations: Allegretto vivace
- Klaviersonate in F-Dur op. 24 Nr. 1

Allegro assai
Adagio
Arietta con variazioni: Vivace
- Klaviersonate in B-Dur op. 24 Nr. 2

Allegro con brio
Andante
Rondo: Allegro assai
- Klaviersonate in C-Dur op. 25 Nr. 1

Allegro di molto
Adagio
Rondeau: Presto
- Klaviersonate in G-Dur op. 25 Nr. 2

Allegro con brio
Rondo un poco allegro
- Klaviersonate in B-Dur op. 25 Nr. 3

Allegro
Rondo: Vivace
- Klaviersonate in A-Dur op. 25 Nr. 4

Maestoso e cantabile
Molto allegro
- Klaviersonate in fis-Moll op. 25 Nr. 5

Più tosto allegro con espressione
Lento e patetico
Presto
- Klaviersonate in D-Dur op. 25 Nr. 6

Presto
Un poco andante
Rondo: Allegro assai
- Klaviersonate in F-Dur op. 26

Allegro
Rondeau: Allegretto
- Klaviersonate in A-Dur op. 33 Nr. 1

Allegro
Presto
- Klaviersonate in F-Dur op. 33 Nr. 2

Adagio – Allegro con fuoco
Presto
- Klaviersonate in C-Dur op. 33 Nr. 3

Allegro spirito
Adagio e cantabile con grand' espressione
Presto
- Klaviersonate in Es-Dur op. 41

Allegro ma con grazia
Adagio molto e con anima
Allegro molto vivace
- Klaviersonate in C-Dur op. 34 Nr. 1

Allegro con spirito
Un poco andante, quasi allegretto
Finale: Allegro
- Klaviersonate in g-Moll op. 34 Nr. 2

Largo e sostenuto – Allegro con fuoco
Un poco adagio
Finale: Molto allegro
Sonatine in C-Dur op. 36 Nr. 1
Allegro
Andante
Vivace
Sonatine in G-Dur op. 36 Nr. 2
Allegretto
Allegretto
Allegro
Sonatine in C-Dur op. 36 Nr. 3
Spiritoso
Un poco adagio
Allegro
Sonatine in F-Dur op. 36 Nr. 4
Con spirito
Andante con espressione
Rondeau: Allegro vivace
Sonatine in G-Dur op. 36 Nr. 5
Presto
Allegretto moderato 'Original Swiss Air'
Rondo: Allegro di molto
Sonatine in D-Dur op. 36 Nr. 6
Allegro con spirito
Rondo: Allegretto spiritoso
- Klaviersonate in C-Dur op. 37 Nr. 1

Allegro di molto
Adagio sostenuto
Finale: Vivace
- Klaviersonate in G-Dur op. 37 Nr. 2

Allegro
Adagio 'In the Solemn Style'
Allegro con spirito
- Klaviersonate in D-Dur op. 37 Nr. 3

Allegro
Allegretto vivace
Finale: Presto
- Klaviersonate in B-Dur op. 46

Introduzione: Larghetto cantabile – Allegro con brio
Adagio cantabile e sostenuto
Finale: Allegro con fuoco
- Klaviersonate in G-Dur op. 40 Nr. 1

Allegro molto vivace
Adagio, sostenuto e cantabile
Allegro
Finale: Presto
- Klaviersonate in h-Moll op. 40 Nr. 2

1. Satz: Molto adagio e sostenuto – Allegro con fuoco e con espressione
2a. Satz: Largo mesto e patetico
2b. Satz: Allegro – Tempo I – Presto
- Klaviersonate in D-Dur op. 40 Nr. 3

Adagio molto – Allegro
Adagio con molto espressione
Allegro
- Klaviersonate in A-Dur op. 50 Nr. 1

Allegro maestoso e con sentimento
Adagio sostenuto e patetico
Allegro vivace
- Klaviersonate in d-Moll op. 50 Nr. 2

Allegro non troppo ma con energia
Adagio con espressione
Allegro con fuoco, ma non troppo presto
- Klaviersonate in g-Moll „Didone abbandonata“ op. 50 Nr. 3

Largo patetico e sostenuto – Allegro ma con espressione
Adagio dolente
Allegro agitato, e con disperazione